# 'Ndrina Strangio
Gli Strangio, noti anche come Nirta-Strangio, sono una potentissima 'ndrina appartenente alla 'Ndrangheta calabrese originaria di San Luca, un piccolo paese preaspromontano. Rivali storici della potentissima 'ndrina Pelle, in più di 20 anni per motivi di faide si sono fatte conoscere al mondo. Il più eclatante di tutti gli agguati è la famosissima strage di Duisburg di cui i Nirta-Strangio sono gli organizzatori ed esecutori.

## Storia
I Nirta-Strangio sono sospettati di aver avuto a che fare con gli affondamenti di navi nel Mar Tirreno e nel Mar Ionio insieme ai Musitano di Platì, ai Nirta (La Maggiore) (anche loro come i Nirta-Strangio sono di San Luca), ai Muto di Cetraro e con la 'Ndrina Iamonte di Melito Porto Salvo.

### Anni '90 - Faida di San Luca
La faida di San Luca è la guerra scoppiata il 10 febbraio del 1991 fra le cosche dei Nirta-Strangio contrapposte ai Pelle-Vottari.
Uno scherzo di carnevale consistente in un banale lancio di uova ad opera di alcuni ragazzi appartenenti alle famiglie Nirta-Strangio in un circolo ARCI gestito da uno dei Pelle degenerò prima in rissa poi in tragedia con due morti, Francesco Strangio 20 anni e Domenico Nirta 19 anni, e due feriti, Giovanni Luca Nirta e Sebastiano Nirta.
Dopo poco tempo l'assassino fu ucciso a Bovalino.
Nel 1993 continua la faida e vengono uccisi due capibastone della cosca Pelle-Vottari cui loro risponderanno con altri due morti.
Il 9 aprile 1997 viene arrestato a Cartagena de Indias (Colombia) il boss Domenico Nirta residente in Valle d'Aosta. Dall'indagine Santa Barbara del 2005 si è scoperta un'alleanza fra i Nirta e la criminalità sarda di Cagliari, Nuoro e Oristano per il traffico di cocaina ed eroina. I carabinieri sospettano anche che i proventi della droga potessero servire per investire nel settore immobiliare turistico sardo.

### Anni 2000 - Faida di San Luca e Strage di Duisburg
Il 28 ottobre 2005 viene arrestato ad Amsterdam Sebastiano Strangio, latitante dal 1999 e condannato nel 2002 in contumacia. Era un esponente di spicco nel traffico della cocaina.
Il 25 dicembre 2006 viene uccisa Maria Strangio, moglie di Giovanni Nirta, reale obiettivo dei sicari che invece si è salvato. Ricomincia così la faida dopo un lungo periodo di pausa. Quest'uccisione è una ritorsione del capoclan rivale dei Pelle-Vottari, Francesco Pelle, perché, nel luglio precedente, venne ferito da una pallottola alla schiena che lo costringe ad una sedia a rotelle. 
Il 3 agosto 2007 viene ucciso Antonio Giorgi.
15 agosto 2007, strage di Ferragosto a Duisburg in Germania, vengono uccisi nel ristorante Da Bruno Tommaso Venturi di 18 anni, Francesco e Marco Pergola, rispettivamente di 22 e 20 anni, Marco Marmo, di 25 anni, Sebastiano Strangio, di 39 anni e il minorenne Francesco Giorgi, di 16 anni. Riuniti lì molto probabilmente per l'affiliazione di Tommaso Venturi, al quale è stato trovato un santino bruciacchiato, necessario in ambito mafioso per lo svolgimento del rito di affiliazione.
Il 30 agosto 2007, vengono arrestati in una maxioperazione, denominata Fehida, che ha coinvolto quasi 500 persone tra polizia e carabinieri a San Luca, esponenti delle cosche responsabili della strage di Ferragosto tra cui gli Strangio.
Il 9 febbraio 2008 viene trovato a San Luca un bunker nell'abitazione di un familiare di Francesco e Giuseppe Nirta coinvolti nell'inchiesta Fehida, sarebbero in rapporti di parentela con Giovanni Strangio, uno dei presunti autori della strage di Ferragosto.
Il 4 marzo 2008 vengono sequestrate abitazioni, aziende, terreni, attività commerciali e auto di lusso del valore di 150 milioni di euro appartenenti molto probabilmente ai Nirta, Strangio, Pelle e Vottari.
Il 10 aprile 2008 viene arrestato dal Gico del Nucleo di Polizia Tributaria di Catanzaro e la polizia belga a Maasmechelen in Belgio Calogero Costadura, elemento di spicco dei Nirta-Strangio, doveva scontare una condanna a 8 anni per traffico di stupefacenti.
Il 23 maggio 2008 durante l'operazione Fehida viene arrestato a San Luca dai Carabinieri il capobastone dei Nirta Versu Giuseppe Nirta.
Il 1º luglio 2008 termina l'operazione Alba e tramonto della polizia di Reggio Calabria e Polistena con 27 arresti di affiliati alle cosche Ieraci-Petullà di Cinquefrondi e Squillace di Polistena in collaborazione anche con appartenenti ai Nirta-Strangio. Gestivano in Italia un traffico di droga, precisamente in Puglia, Toscana e Piemonte. Alle 'ndrine sono stati sequestrati beni del valore di 1,5 milioni di euro.
Il 23 novembre 2008 viene arrestato ad Amsterdam dall'Interpol, dalla polizia dei Paesi Bassi e dalla squadra mobile di Reggio Calabria Giuseppe Nirta (1973), esponente di spicco della cosca, cognato di Giovanni Strangio. Si trovava nell'elenco dei 100 latitanti più pericolosi.
Il 6 marzo 2009 vengono arrestati dai militari di Locri e dalla compagnia di Bianco, Domenico Strangio e Antonio Pelle degli Strangio detti Barbari, Antonio e Domenico Pizzata, dei Mammoliti detti i fischianti, che gestivano un traffico di droga tra Milano e San Luca. Sono stati sequestrati 300.000€.
Il 12 marzo 2009 viene arrestato ad Amsterdam Giovanni Strangio, presunto ideatore della strage di Duisburg insieme a Francesco Romeo, e tra i 30 latitanti più ricercati dalle forze italiane.
Il 16 dicembre 2009 i carabinieri del Ros sequestrano beni per il valore di 200 milioni di euro ai danni delle famiglie Nirta-Strangio e Pelle-Vottari.

### Anni 2010
- L'11 febbraio 2010 Sebastiano Nirta e Giuseppe Nirta vengono arrestati per la strage di Duisburg eseguita assieme a Giovanni Strangio[31].
- L'11 febbraio 2010 Angela e Teresa Strangio, sorelle di Giovanni Strangio, vengono arrestate con l'accusa di associazione per delinquere di stampo mafioso[31].
- Il 10 marzo 2011 si conclude dopo 3 anni l'operazione Imelda della Guardia di Finanza in collaborazione con le forze dell'ordine di Germania, Belgio e Paesi Bassi, con 31 arresti e il sequestro di beni del valore di 5 milioni di euro nei confronti delle famiglie Nirta-Strangio, Bellocco-Ascone e altre 'ndrine accusati di traffico internazionale di droga. Le persone sono state arrestate in Calabria, Lombardia e Germania[32].
- 15 settembre 2011: Operazione Metano con 7 arresti.
- Il 24 gennaio 2013 viene trovato morto, nella campagna a sud di Roma, Vincenzo Femia, referente dei Nirta nella capitale. Autore dell'omicidio la cosca dei Pizzata[33].
- Il 20 aprile 2013 viene arrestato in Piemonte, a Castelnuovo Scrivia Sebastiano Strangio, fratello di Maria Strangio, accusato di associazione mafiosa e omicidio[34].
- Il 20 settembre 2013 viene catturato Francesco Nirta in un lussuoso appartamento a Utrecht, nei Paesi Bassi. Lo attende una condanna all'ergastolo[35][36].
- 13 aprile 2016: Operazione Colombiani d'Aspromonte contro i Nirta-Strangio, i Giorgi, i Violi e gli Italiano[37].
- Il 31 gennaio 2017 si conclude l'operazione Dioniso e vengono eseguiti 47 arresti (di cui 23 ai domiciliari) nei confronti di presunti affiliati dei Torcasio-Gualtieri-Cerra che avevano gestito fino ad ora tre piazze di spaccio a Lamezia Terme: Trempa, Ciampa di Cavallo e Capizzaglie, con cocaina fornita dagli Strangio di San Luca, e la marijuana da elementi criminali pugliesi e albanesi[38][39].
- Il 27 dicembre 2017 viene comunicato l'arresto di Antonio Strangio, di 38 anni, che era latitante dal 2012 in Germania[40].
- Il 5 dicembre 2018 si conclude l'operazione European 'ndrangheta connection (ex Pollino) condotta dalla procura nazionale antimafia insieme con l'Eurojust e partita da forze dell'ordine olandesi che ha portato all'arresto di una organizzazione di 90 persone dedita al traffico internazionale di stupefacenti tra Belgio, Paesi Bassi, Germania, Italia, Colombia e Brasile e che colpisce alcuni esponenti dei Pelle-Vottari, dei Romeo detti Stacchi, degli Cua-Ietto, degli Ursino e dei Nirta-Strangio nonché esponenti della criminalità turca. Tra gli arrestati Giuseppe e Francesco Marando, Josè Manuel Mammoliti, Giovanni Giorgi, Antonio Costadura detto U Tignusu, Domenico Romeo detto Corleone, Francesco Luca Romeo, Sebastiano Romeo e Domenico Strangio. Sono accusati alcuni anche di intestazione fittizia e associazione mafiosa, l'operazione ha anche portato al sequestro di diverse tonnellate di cocaina e alla scoperta di azioni di riciclaggio, di pagamenti in bitcoin, e dell'uso di attività ristorative come supporto alla logistica del traffico. Le città coinvolte sono: Horst aan de Maas, Venray, Amsterdam e Rotterdam per i Paesi Bassi, Brüggen in Renania Settentrionale-Vestfalia per la Germania[41][42][43][44][45].
- Il 15 febbraio 2019 viene arrestato a Rose in provincia di Cosenza Francesco Strangio, latitante da un anno e condannato a 14 anni per traffico internazionale di droga[46].
- Il 2 maggio 2019 Antonio Strangio viene arrestato dalla BKA con mandato di arresto europeo a Moers, già ricercato per l'operazione European 'ndrangheta connection, e viene estradato il 26 agosto 2019. È accusato di detenzione e spaccio di cocaina a Milano[47][48].

## Esponenti di spicco
- Carmine Strangio (1970), capobastone catturato il 27 ottobre 1992[49].
- Domenico Nirta (27 novembre 1934)[50], boss di Canberra (Australia).
- Giovanni Luca Nirta (1969), accuse contestate sono di associazione mafiosa e per la strage di Ferragosto, omicidi e traffico di armi.
- Giuseppe Nirta (1940-2023), arrestato nel 2008.
- Francesco Nirta (1974), arrestato nel 2013.
- Sebastiano Nirta (1971), condannato all'ergastolo per la strage di Ferragosto.
- Antonio Strangio (1991), ricercato dal 2016 nell'operazione Eclissi viene arrestato nel 2023 all'aeroporto di Bali in Indonesia, in cui era accusato di traffico di droga (166 chili di hashish) e per aver agevolato i Bellocco[51] si era trasferito in Australia, ad Adelaide, in quanto essendo stato naturalizzato cittadino australiano non poteva essere estradato per i crimini commessi[52]. Fino ad ora era stato tenuto sotto controllo, anche a distanza, grazie al progetto I-CAN (Interpol Cooperation Against 'Ndrangheta)[52].